# Isabel Estuardo (1635-1650)
Isabel de Inglaterra y Escocia (Palacio de St. James, 28 de diciembre de 1635-Isla de Wight, 8 de septiembre de 1650) fue la segunda hija del rey Carlos I de Inglaterra y de Enriqueta María de Francia. Fue bautizada en Palacio de St. James el 2 de enero del año siguiente por William Laud, arzobispo de Canterbury.

## Esponsales fallidos
En 1636, María de Médici, abuela materna de Isabel, intentó prometerla al hijo del príncipe Federico Enrique de Orange-Nassau, el futuro Guillermo II de Orange-Nassau. A pesar de que Carlos I pensaba que el matrimonio con el príncipe de Orange no serviría, porque el prometido era inferior a su rango, el rey, por problemas financieros y políticos fue obligado a enviar a la hermana de Isabel, la princesa María.

## La guerra civil

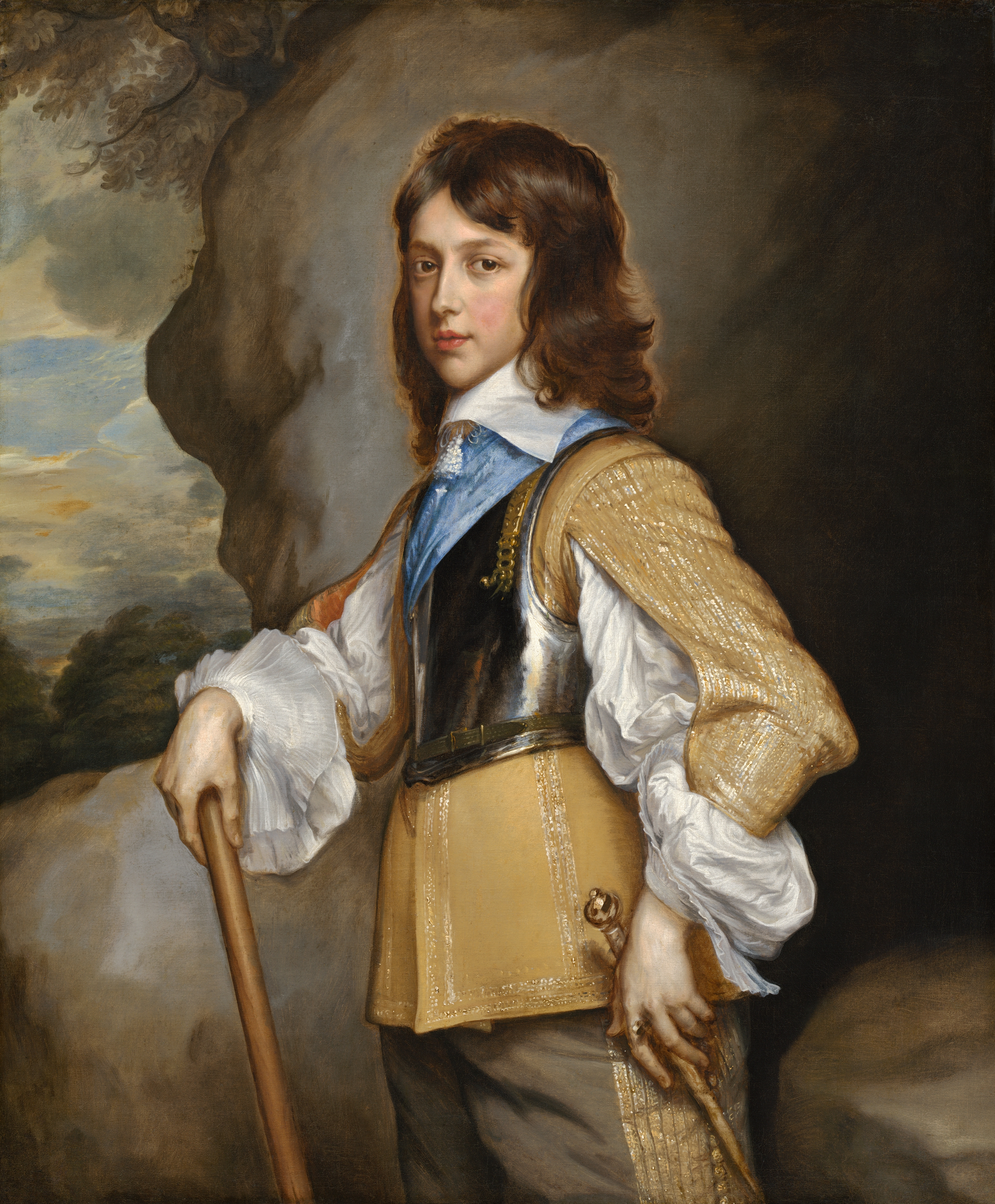
Enrique de Gloucester, hermano de Isabel de Inglaterra, pintado por Adriaen Hanneman, 1653, National Gallery of Art.

Al comienzo de la guerra civil inglesa en 1642, Isabel y su hermano, el duque Enrique de Gloucester, fueron puestos bajo custodia del Parlamento. Philip Herbert, IV conde de Pembroke actuó como su tutor. Cuando el Parlamento dividió su hogar, Isabel escribió una carta de apelación contra la decisión; la Cámara de los Lores condenó la intromisión de los Comunes interviniendo en la Casa Real, y la decisión fue revocada. Sin embargo, la Cámara de los Comunes, además de exigir que los niños reales fueran criados como estrictos protestantes, también prohibió la Corte en Oxford, y se convirtieron en virtuales prisioneros en el Palacio de St. James. El joven duque de Gloucester era considerado un posible sustituto del rey, porque habría sido preparado desde un punto de vista estrictamente constitucional. 
En 1643, Isabel se fracturó una pierna y fue trasladada a Chelsea con su hermano. Su tutora fue Bathsua Makin hasta 1644, época para la que ya podía leer y escribir en hebreo, griego, italiano, latín y francés. Otros destacados académicos le dedicaron obras, y estaban sorprendidos por su habilidad para leer textos religiosos. 
En 1642, la tutela de los hijos más pequeños del rey fue dada a Algernon Percy, X conde de Northumberland. Su hermano, el duque Jacobo de York, el futuro Jacobo II, vino a visitarlos para, supuestamente, ayudarlos a escapar. En 1647, a Isabel, al duque de York y al duque de Gloucester se les permitió viajar a Maidenhead para ver al rey, y pasaron dos días con él. Después, se trasladó al rey a Hampton Court, y se le permitió visitar a sus hijos, que estaban bajo la tutela de Northumberland en Syon House. Esta visita llegó su fin cuando el rey huyó al Castillo de Carisbrooke en la Isla de Wight; Isabel supuestamente ayudó al duque de York a escapar una vez más, vestido de mujer. 
Cuando el rey fue capturado y condenado a muerte por Cromwell y los demás magistrados en 1649. Isabel escribió una larga carta al Parlamento solicitando permiso para reunirse con su hermana, María, en Holanda. Esta solicitud fue rechazada tras la ejecución de su padre. En la noche antes de la ejecución, una muy emotiva reunión final tuvo lugar entre Isabel, el duque de Gloucester y su padre. Después de la ejecución, los príncipes se convirtieron en cargas no deseadas. Joceline, señor Lisle, hijo del conde de Northumberland, puso el caso en manos del Parlamento, para que Isabel y su hermano ya no estuvieran bajo la tutela del conde de Northumberland.

## Mancomunidad de Inglaterra
Al iniciarse el período conocido como Mancomunidad de Inglaterra, Isabel y su hermano fueron llevados a Penshurst Place, bajo la tutela de Robert Sidney, II conde de Leicester y su esposa, Dorothy. Aunque la instrucción parlamentaria había determinado que no se consintiera a los niños, la condesa de Leicester los trató con gran amabilidad. Isabel le regaló una joya de su propia colección. La valiosa joya fue el centro más tarde del conflicto entre la condesa y los comisionados parlamentarios designados para supervisar el patrimonio personal del difunto rey. 
En 1650, el hermano mayor de Isabel, el ahora rey de facto, Carlos II, viajó a Escocia para ser coronado rey en ese país. Isabel fue trasladada como rehén a la Isla de Wight y colocada bajo la tutela de Anthony Mildmay con una pensión de 3.000 libras al año. Esta fue probablemente la causa de su prematura muerte. La princesa tuvo un resfrío que rápidamente se convirtió en neumonía, y murió el 8 de septiembre de 1650. Fue enterrada en la Iglesia de Santo Tomás en Newport. 
Hasta el siglo XIX su tumba no estuvo señalada, con la excepción de las iniciales talladas: E [Lizabeth] S [tuart]. La reina Victoria, quien hizo su hogar favorito Osborne House en la Isla de Wight, ordenó hacer un monumento erigido a su memoria.